# Zulmira (telenovela)
Zulmira teria sido uma telenovela brasileira exibida em 1978 pela TV Gazeta. Foi a primeira e única aposta da emissora no gênero, mas nunca chegou a entrar no ar devido a censura federal.
Foi escrita por Ronaldo Ciambroni e Gibson Ferreira, chegando a entrar em fase de produção e uma elenco contando com Rosaly Papadopol, Mauro de Almeida, Lyza Lins e Marcelo Coutinho. Todos atores oriundos do cinema e do teatro se apresentando pela primeira vez na TV. A previsão era de 60 capítulos exibidos ás 19h45.

## Produção
A telenovela foi uma aposta ambiciosa e inovadora da TV Gazeta, que já havia exibido teleteatros durante seus primeiros anos e com atores amadores. "Zulmira" contaria com atores desconhecidos e apostando em novos talentos. Sua direção ficou a cargo de Kleber Afonso e a autoria com Ronaldo Ciambroni e Gibson Ferreira, todos também produtores de teatro.
A telenovela focaria no dia-dia de uma família de classe média de São Paulo, contando seus conflitos e amores. Entretanto a novela foi censurada pelo serviço de censura federal devido a algumas cenas gravadas num banheiro, ainda com aparição de um vaso sanitário, que segundo os censores seria uma ofensa aos olhos dos telespectadores. As fitas foram apreendidas pelo governo e a TV Gazeta teve de fechar seu setor de dramaturgia, sendo esta a primeira e única aposta da emissora no gênero de telenovela.

## Trama
A história girava em torno de Zulmira (Rosaly Papadopol), uma jovem dona de casa que traz tudo o que vê na rua para ser debatido em casa com sua família. Esta conformada por seu marido Marcelo (Marcelo de Almeida), um estudante da Escola Superior de Publicidade com desejos de se tornar o diretor da mesma. Ainda existe a trama de Mirna (Lyza Lins) e Paulo Fernando (Marcelo Coutinho), amigos de Zulmira e que escondem uma paixão um pelo outro.

## Elenco
- Rosaly Papadopol - Zulmira
- Marcelo de Almeida - Marcelo
- Lyza Lins - Mirna
- Marcelo Coutinho - Paulo Fernando